# 西沙街道
西沙街道是中华人民共和国陕西省榆林市神木市下辖的一个街道办事处。

## 行政区划
西沙街道下辖以下村级行政区划单位：
铧西社区、西沙社区、聚福社区、麻家塔村、肯铁令沟村、海则沟村、芦草沟村、燕渠村、铧西村、丰园村、沈薛家塔村。